# Anomala graminea
Anomala graminea är en skalbaggsart som beskrevs av Ohaus 1905. Anomala graminea ingår i släktet Anomala och familjen Rutelidae. Inga underarter finns listade i Catalogue of Life.